# Grand Prix Justiniano Race
Der Grand Prix Justiniano Race ist ein Straßenradrennen in der Türkei und umfasst ein Rennen für Männer und ein Rennen für Frauen.
Das Eintagesrennen für Männer fand erstmals im Jahr 2019 unter dem Namen Grand Prix Justiniano Hotels statt, aufgrund der COVID-19-Pandemie wurden 2020 und 2021 keine Rennen ausgetragen. In der Saison 2022 fand erstmals auch das Frauenrennen statt. Die Strecke führt entlang der Mittelmeerküste um den Badeort Alanya, wo der Hauptsponsor Justiniano Hotels mehrere Feriendomizile unterhält. Die Rennen sind in die UCI-Kategorie 1.2 eingestuft. Das Männer-Rennen gehört zur UCI Europe Tour.

## Palmarès Frauen
| Jahr | Sieger         | Zweiter          | Dritter      |
| ---- | -------------- | ---------------- | ------------ |
| 2022 | Alina Moiseeva | Valeria Valgonen | Hanna Zerach |

## Palmarès Männer
| Jahr | Sieger           | Zweiter           | Dritter            |          |
| ---- | ---------------- | ----------------- | ------------------ | -------- |
| 2019 | Onur Balkan      | Sjarhej Papok     | Mychajlo Kononenko |          |
| 2020 | abgesagt         | abgesagt          | abgesagt           | abgesagt |
| 2022 | Yauheni Karaliok | Mohd Harrif Saleh | Joren Bloem        |          |